# José de Alencar

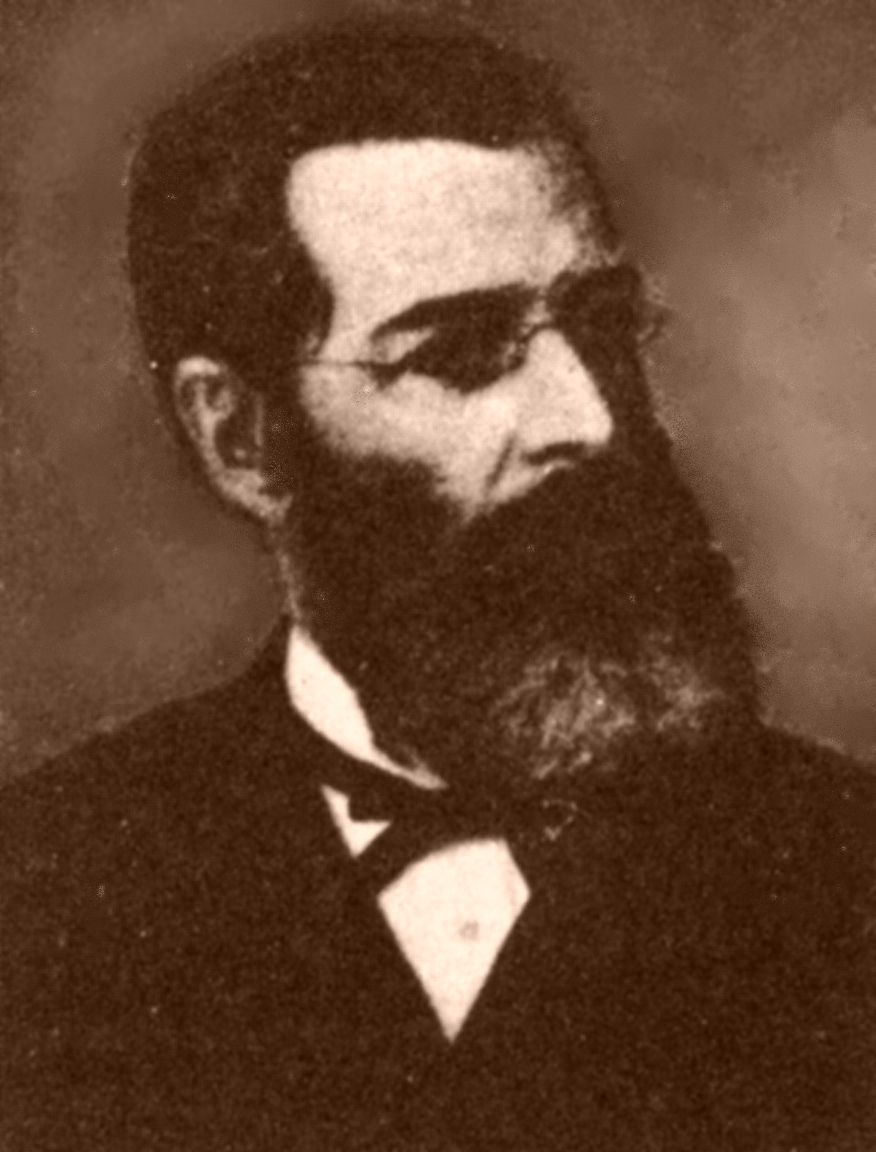
José de Alencar.

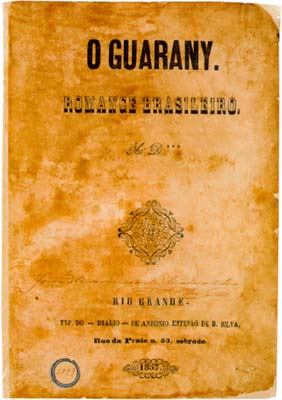
O Guarany, Umschlagseite der Erstausgabe 1857.

José Martiniano de Alencar (* 1. Mai 1829 in Messejana nahe Fortaleza in Brasilien; † 12. Dezember 1877) war ein brasilianischer Journalist, Politiker, Rechtsanwalt und romantischer Schriftsteller.
Der Sohn des einflussreichen Senators José Martiano de Alencar war einer der bedeutendsten Vertreter der brasilianischen Romantik. Von 1840 bis 1850 studierte er in Rio de Janeiro, São Paulo und Pernambuco Rechtswesen und wurde dann in Rio de Janeiro sesshaft, wo er für diverse Zeitschriften schrieb. Als ihm das Publizieren einiger Artikel im Correio Mercantil verwehrt wurde, beschloss er, fortan sein eigener Herr zu sein und kaufte mit einigen Freunden die Zeitung Diario do Rio de Janeiro auf. Hier veröffentlichte er als Chef-Redakteur seine ersten Romane Cinco Minutos (1856) und A viuvinha (1857). Im Jahre 1857 erschien eines seiner wohl bedeutendsten Werke, O Guarani, erster Teil einer Trilogie über die indigene Bevölkerung Brasiliens, dem 1865 Iracema, ein identitätsstiftender Roman für das brasilianische Volk, und 1874 Ubirajara folgen sollten.
Alencar war überzeugter Brasilianer und hat sich in seinem Werk für die Unabhängigkeit seines Heimatlandes eingesetzt. So war es zweifelsohne ein persönlicher Höhepunkt, als er 1877 unter Dom Pedro II., dem zweiten Kaiser des seit 1822 offiziell unabhängigen Brasilien, zum Justizminister aufstieg. Dieses Amt konnte er allerdings nur eine kurze Zeit lang ausüben, weil er aufgrund einer Tuberkulose-Erkrankung am 12. Dezember 1877 starb.
Machado de Assis wählte ihn bei der Gründung der Academia Brasileira de Letras 1897 zum Namenspatron des Stuhles 23, der seitdem als besonders prestigeträchtig gilt.
Nach ihm benannt wurden in Fortaleza der Praça José de Alencar und das an diesem Platz liegende historische Teatro José de Alencar sowie eine U-Bahn-Station der Metrô de Fortaleza.

## Werke
Romane
- Cinco Minutos, 1856
- A viuvinha, 1857
- O guarani, 1857
- Lucíola, 1862
- Diva, 1864
- Iracema, 1865
- As minas de prata, 1. Band, 1865
- As minas de prata, 2. Band, 1866
- O gaúcho, 1870
- A pata da gazela, 1870
- O tronco do ipê, 1871
- Guerra dos mascates, 1. Band, 1871
- Til, 1871
- Sonhos d’ouro, 1872
- Alfarrábios, 1873
- Guerra dos mascates, 2 Bände, 1873
- Ubirajara, 1874
- O sertanejo, 1875
- Senhora, 1875
- Encarnação, 1877

Theater
- Verso e reverso, 1857
- O crédito, 1857
- O Demônio Familiar, 1857
- As asas de um anjo, 1858
- Mãe, 1860
- A expiação, 1867
- O jesuíta, 1875

Crônica (Kolumnen)
- Ao correr da pena, 1874

Autobiografie
- Como e por que sou romancista, 1873

Kritiken und Streitschriften
- Cartas sobre a confederação dos tamoios, 1856
- Ao imperador: cartas políticas de Erasmo, 1865–1866 (Digitalisat)
- Ao redator do diário, 1866
- Ao povo: cartas políticas de Erasmo, 1866
- Ao Marquez de Olinda, 1866
- Ao visconde de Itaborahy: carta de Erasmo sobre a crise financeira, 1866
- Ao Imperador: novas cartas politicas de Erasmo, 1867–1868  (Digitalisat)
- O sistema representativo, 1868 (Digitalisat)
- Voto de gracas: Discurso que devia proferir na sessão de 20 de maio o deputado J. de Alencar, 1873 (Digitalisat)